# Маргарет Тачър
 Тази статия е за британския политик.  За града в САЩ вижте Тачър (град).  
Маргарет Хилда Тачър или баронеса Тачър от Кестевен е британски политик и първата жена министър-председател (премиер министър) в Обединеното кралство – позиция, която тя заема от 4 май 1979 до 28 ноември 1990 г. Тя е лидер на Консервативната партия от 1975 г. до края на премиерството си. Наричана е Желязната лейди от съветската пропаганда още преди да дойде на власт. Член е на Ордена на жартиера и Ордена за заслуги.

## Биография

### Произход и образование
Маргарет Хилда Робъртс е родена на 13 октомври 1925 г. в град Грантъм, намиращ се в графство Линкълншър в Източна Англия. Нейният баща Алфред Робъртс е собственик на две бакалници, човек със силни религиозни пристрастия спрямо Методистката църква, както и мирянски проповедник. Маргарет и сестра и Мюриъл израстват в жилището над едната от двете бакалници и са възпитани от баща си като методистки. Той участва в местната политика и служи като член на градския съвет (докато официално е определян като независим либерал, на практика той подкрепя местните консерватори). Когато Либералната партия поема контрол над Грантъмския съвет през 1945, Алфред Робъртс не е преизбран за член на съвета – решение, което засяга Тачър дълбоко.
Младата Маргарет се справя добре с училищните занимания. Тя учи в хуманитарно девическо училище, а от 1944 е в колежа Самървил в Оксфорд, където следва химия. Избрана е за лидер на Консервативната асоциация на Оксфордския университет през 1946 г. – едва третата жена, която застава на този пост. През 1947 г. получава диплома за бакалавър и започва научна работа като химик в Колчестър. Помага за развитието на метод за съхранение на сладолед и е част от екипа, който развива първия замразен сладолед.

### Политическа кариера (1950 – 1970)
По време на изборите през 1950 тя привлича медийно внимание като най-младата жена кандидат сред консерваторите в Дартфорд, който се счита за сигурно място за лейбъристите, и макар че губи, с кампанията си намалява броя на подадените гласове за лейбъристите. Отново се кандидатира през 1951, но отново губи. Нейната дейност в Консервативната партия в Кент я среща с Денис Тачър, те се влюбват и се женят през декември 1951. Денис Тачър е богат бизнесмен и финансира жена си да следва право. Тя се квалифицира като съдебен адвокат през 1953 и през същата година се раждат децата ѝ – близнаците Карол и Марк. При връщането си на работа тя специализира в данъчните закони.
Тачър започва да търси сигурно място сред консерваторите и съвсем малко не ѝ достига, за да стане кандидат в Орпингтън през 1955 г. Следват още няколко отхвърляния, докато я изберат като кандидат във Финчли през април 1958. Тя лесно печели изборите през 1959 г. и заема мястото си в Камарата на общините. Нейната първа реч е в подкрепа на законопроект, който постановява заседанията на местните съвети да са публични.
Преждевременно (през септември 1961) получава място на предната скамейка като парламентарен секретар в Министерството на пенсиите и националното осигуряване, като се задържа на поста до загубата на консерваторите на изборите през 1964 г. Когато сър Алек Дъглас-Хюм се оттегля, Тачър гласува за Едуард Хийт в изборите за лидер на консервативната партия и е наградена с работа като говорител за жилищното строителство и земята.
Тачър е една от малкото консерватори, членове на Парламента, които подкрепят законопроекта за оневиняване мъжкия хомосексуализъм, тя гласува в полза на принципа на законопроекта на Дейвид Стийл да легализира абортите. Обаче среща опозиция за отменянето на смъртното наказание. Отличава се като говорител на конференцията през 1966 г. със силна атака срещу данъчната политика на Лейбъристкото правителство, определя я като стъпки не само срещу социализма, но и към комунизма. Тачър печели място в кабинета в сянка като говорител за горивата през 1967 г., след това се издига до министър в сянка на транспорта и накрая на образованието преди изборите през 1970 г.

#### В Кабинета на Хийт
Когато консерваторите печелят изборите през 1970 г., Тачър става министър на образованието и науката. В първите месеци в кабинета е принудена да въведе намаление на бюджета за образованието, тя решава, че премахването на безплатното мляко в училищата би било по-безболезнено от другите мерки. Въпреки всичко, това провокира вълна от обществен протест, който ѝ спечелва прозвището „Maggie Thatcher, milk snatcher“.
Нейният мандат се отличава с много предложения за повече местна образователна власт, за отхвърляне на хуманитарните училища и приемане на многопрофилирано средно образование, което тя одобрява, дори тогава на това се гледа като политика на левите. Тачър също защитава бюджета на Свободния университет от опитите да бъде намален.
След загубата на консерваторите през февруари 1974 г. тя отново е назначена – за Екологичен министър в сянка. По време на тази работа тя предприема политика на отхвърляне на класовата система, която заплаща за работата на местните правителства, което от своя страна се оказва популярна политика в консервативната партия.
Тя се съгласява със сър Кейт Джоузеф, че правителството на Хийт е изгубило контрола си върху валутната политика. След като Хийт губи вторите избори същата година, Джоузеф и други десни решават да го предизвикат за лидерското му място, но и Тачър решава да направи същото. Неочаквано тя повежда на първия балотаж и спечелва мястото на втория със 130 гласа срещу 119 за Хийт и така става лидер на опозицията, през февруари 1975. Тя назначава наследника на Хийт за неин заместник.

#### Лидер на опозицията
На 19 януари 1976 тя изнася реч в Кенсингтън, в която критикува Съветския съюз. Най-обсъжданата част от речта ѝ гласи:
 „Руснаците имат за цел световното господство и бързо усвояват начините да се превърнат в най-силната империя, която светът някога е виждал. Хората в Съветското Политбюро не се тревожат за упадъка и потока на общественото мнение. Те слагат оръжията преди маслото, докато ние слагаме почти всичко преди оръжията.“ 
 В отговор, вестникът на съветското Министерство на отбраната „Червена звезда“ ѝ дава прозвището „Желязната лейди“, което скоро е разпространено по целия свят чрез Радио Москва. Тачър приема прозвището със задоволство и скоро то се свързва с нейния образ – на непоколебим и постоянен характер.
Получава и много други прозвища като: „The Great She-Elephant“, „Attila the Hen“, и „The Grocer's Daughter“. Последното се дължи на професията на баща ѝ, но създадено по време, когато тя е считана за съюзник на Едуард Хийт; той е бил наречен „The Grocer“ от вестник Private Eye.
Отначало тя назначава много от поддръжниците на Хийт в кабинета в сянка и заедно с администраторите си търси кабинет, който да има широка подкрепа в Консервативната партия. Тачър трябва да действа предпазливо при промяната на разбиранията на Консервативната партия по валутните въпроси. Тя променя становището на Хийт за самоуправление на Шотландия. Интервюто за „Света в действие“ на телевизия Гранада през 1978 г., в което тя говори за имигрантите, заливащи Великобритания, предизвиква спорове.
Повечето анкети показват, че гласоподавателите предпочитат Джеймс Калахан за министър-председател, дори когато Консервативната партия е водеща, но лейбъристкото правителство изпитва трудности със синдикатите през зимата на 1978 – 1979 г., наречена „Зимата на негодуванието“. В тази обстановка консерваторите печелят изборите през 1979 г. и Тачър става първата жена премиер в Европа.

### Начело на кабинета

#### 1979 – 1983 г.
Тачър съставя правителство на 4 май 1979 с намерението да преодолее спада в икономиката на Великобритания и да намали държавните разходи. Тя иска държавата да се оттласне от имперското мислене и да се съобразява по-малко с международните събития. Тачър работи в сътрудничество с Роналд Рейгън (избран през 1980 в Съединените щати) и с Браян Мулрони (избран през 1984 в Канада).
През 1981 осъдени дейци на ИРА обявяват политическа гладна стачка в затвора Лонг Кеш. Боби Сандс, първият сред стачкуващите, е избран за член на парламента няколко седмици преди смъртта си. Първоначално Тачър отказва да подкрепи връщането на политическия статус на затворниците, като заявява, че „престъплението си е престъпление“. След като още девет мъже умират от глад и пред нарастващата ярост от двете страни на ирландското братство, тя разрешава политически статут на затворниците на ИРА. Гневът, породен по време на тази криза, довежда косвено до успехите на Шин Фейн и е мощен тласък за деморализираната ИРА.
Тачър започва мандата си в правителството с повишаването на лихвените проценти, за да запълни паричния резерв. Тя предпочита косвените данъци пред данъците върху приходите, данък добавена стойност (ДДС) нараства рязко с 15%, в резултат на което инфлацията първоначално се увеличава. Този ход удря бизнеса, особено производствения сектор, безработицата бързо преминава границата от 2 милиона души. Първоначалната данъчна политика на нейното правителство е основана на икономическите запаси. Има рязък спад в началото на 80-те години на ХХ век и икономическата политика на правителството е остро критикувана.
Политически коментатори се връщат назад към политиката на правителството на Хийт, като смятат, че Тачър ще последва примера му, но тя отрича този подход на конференцията на Консервативната партия през 1980 г., като казва: „Връщайте се, ако желаете, дамите не се връщат“. Тя има предвид, че каквото е казала, е потвърдено в бюджета за 1981 г., когато въпреки отвореното писмо на 364 икономисти, данъците са увеличени по средата на спада на икономиката. Затова през януари 1982 г. безработните достигат 3 милиона души, размерът на инфлацията е понижен съвсем малко и лихвените проценти спадат. През 1983 г. икономиката е стабилизирана отново и страната е много по-силна по отношение на икономиката и предприемачеството повече от всякога.
На 2 април 1982 Аржентина окупира Фолкландските острови. Тачър незабавно изпраща военноморски сили в района, които побеждават, а във Великобритания, година преди поредните избори, резултатът е вълна от патриотичен ентусиазъм. Голямата изборна победа на Консервативната партия на изборите през юни 1983 годна е приписвана често на „Фолкландския ефект“. Тачър осигурява правото на работниците да купуват жилищата си с отстъпка и това повишава популярността ѝ сред работническата класа.

#### 1983 – 1987 г.
Тачър е решена да намали властта на синдикатите, но за разлика от правителството на Хийт, предпочита политиката на постоянни промени, а не на отделни действия. Няколко профсъюза решават да започнат стачки, които целят частично или напълно да навредят на нейната политика. Най-значимият опит е този на Националния профсъюз на миньорите, оглавяван от Артър Скаргил, обявил национална стачка във въгледобива. Насилието, проявено от демонстрантите, заедно с факта, че профсъюзът не е одобрил стачката с национално гласуване, са достатъчни да обърнат общественото мнение на нейна страна. Стачката на миньорите продължава цяла година (1984 – 1985), след което протестиращите са принудени да се върнат на работа без споразумение.
По време на годишната конференция на Консервативната партия в Брайтън в ранната утрин на 12 октомври 1984, ИРА извършва бомбен атентат в Гранд хотел, където са отседнали Маргарет и съпругът ѝ Денис, но те оцеляват като по чудо без наранявания. Пет души обаче загиват, включително и съпругата на парламентарния служител Джон Уейкъм. Видният член на кабинета Норман Тебит е ранен заедно с жена си Маргарет, която остава парализирана. Тачър настоява конференцията да започне на следващия ден и да изнесе речта си, както е по план.
Политическата и икономическата философия на Тачър наблягат на свободния пазар и на предприемачеството. От момента, в който получава власт, тя експериментира с приватизация на малката национализирана индустрия, националната компания за транспорт. След изборите през 1983 г. правителството става по-смело и разпродава повечето от големите държавни компании, публична собственост от 40-те години на ХХ век. Голяма част от населението се възползва от преимуществата на акционерните предложения, въпреки че много от хората продават акциите си веднага, за да получат бърза печалба. Политиката на приватизация става синоним на тачъризма и започва да се разпространява по целия свят.
По време на Студената война Тачър подкрепя политиката за неизползване на военни сили, както и на президента на САЩ Роналд Рейгън срещу Съветския съюз. Тачър допуска военните сили на САЩ да разположат ядрени ракети в британски бази, което предизвиква масови протести в хода на кампанията за ядрено разоръжаване. Тя се възпротивява срещу използването на британски бази при бомбардирането на Либия от страна на САЩ през 1986 г. (въпреки това нападенията над Триполи и Бенгази се осъществяват от бази на Великобритания).
През 1985 г. Оксфордският университет гласува да отнеме почетната ѝ степен в протест срещу това, че тя намалява бюджета за образование. Тази награда винаги се е давала на премиери, завършили Оксфорд.

#### 1987 – 1990 г.
Със спечелването на общите избори през 1987 г. тя става първият министър-председател на Великобритания, който печели три пъти подред изборите от времето на лорд Ливърпул, управлявал между 1812 и 1827 г. Повечето местни вестници я подкрепят, с изключение на Дейли Мирър и Гардиън. В таблоидите става известна с фамилиарното „Маги“.
През 80-те години на ХХ век Тачър започва да се занимава с политика в областта на екологията, която дотогава пренебрегва. През 1988 г. тя изнася реч, с която поставя проблеми като глобалната промяна на климата, озоновите дупки и киселинния дъжд. През 1990 тя открива центъра Хадли за прогнози за времето и за изследвания, които самата тя поръчва.
В Брюге през 1988 г. Тачър изнася реч, в която критикува предложенията от Европейската общност за федерална структура на Европа и за увеличаване на централизацията при вземането на решения. Въпреки че подкрепя членството на Великобритания в ЕС, Тачър вярва, че ролята на Европейската общност трябва да бъде ограничена до осигуряване на свободна търговия и ефективна конкуренция. Тя се страхува, че новите изисквания на Европейската общност ще провалят промените, които е предприела във Великобритания. Особено негодува срещу подготвяния Икономически и валутен съюз (Еврозоната).
Тачър започва да губи популярност през 1989 г., тъй като икономиката е в спад и страда от високи лихвени проценти, въведени, за да го спрат. Тя обвинява финансовия министър Найджъл Лоусън, който следва икономическа политика, подготвяща валутния съюз (влизането в еврозоната).

### Падане от власт
Новата система на Тачър за местни правителствени данъци е въведена в Шотландия през 1989 г. и в Англия и Уелс през 1990 г. Посочените данъци са заменени от „обществени такси“ (по-познати като „изборни такси“, на английски: poll tax), които са с еднаква стойност за всеки местен жител. Предвиждат се ограничени отстъпки за социално слабите. Това се оказва най-неприемливата политика в нейното управление. Таксите са въведени по-рано в Шотландия, като при всички случаи облагаемата стойност би била преоценена през 1989 г.; това довежда до обвинения, че Шотландия е „опитно поле“. Тачър вярва, че новите данъци ще бъдат одобрени и е убедена от шотландските консерватори да ги въведе по-рано. Въпреки нейните надежди, ранното въвеждане на таксите води до рязък спада на популярността на Консервативната партия в Шотландия.
Допълнителни проблеми се появяват, когато много от данъчните норми, наложени от местните съвети, се оказват много по-високи от предвижданията. Някои спорят, че местните съвети гледат на въвеждането на системата за данъци като възможност да увеличат значително събираните суми, преценявайки (правилно), че за това ще бъдат обвинявани тези, които са въвели данъчната система, а не местните управители.
Голямата демонстрация в Лондон срещу данъците на 31 март 1990 г., датата преди те да бъдат въведени в Англия и Уелс, се превръща в бунт. Милиони хора се противопоставят на плащането на данъците. Тачър отказва да направи компромис и да отстъпи, но неодобрението става основен фактор за нейното падане от власт. Едно от последните ѝ действия в кабинета е да окаже натиск на президента на САЩ Джордж Х. У. Буш да разгърне армията си в Близкия изток и да се противопостави на навлизането на армията на Саддам Хюсеин в Кувейт.
Преди конференцията на Консервативната партия през октомври 1990 г. Тачър убеждава новия си министър на финансите Джон Мейджър да намали лихвите с 1%. Мейджър я убеждава, че единственият начин да поддържа валутната стабилност е Великобритания да се присъедини към Механизма за разменните валутни курсове.

### Далеч от властта
През 1990 г. Консервативната партия изглежда силно политически уязвима от вътрешно предизвикателство заради противниците на политиката на Тачър, свързана с местните данъци. В този момент в страната лихвеният процент е 15 на сто и това не е в интерес на собствениците на жилища, предприемачите и бизнеса. Съществуват разделения в партията и сред политическата класа за подходящия начин на европейска интеграция. Тачър е скептична спрямо идеята за Обединена Европа.
Предизвикателството е отправено чрез напускането на сър Джефри Хау на 1 ноември, когото Тачър е унижила на заседания на правителството. Хау осъжда политиката на Тачър по въпросите за Европейската общност и открито приканва „останалите да обмислят собственото си поведение“.
На 22 ноември малко след 9:30 ч. Тачър заявява, че няма да бъде кандидат във втория кръг на вътрешнопартийните избори (първият кръг не определя победител само с няколко гласа, които биха ѝ осигурили автоматично преизбиране за лидер на Консервативната партия). Така тя се отказва от по-нататъшната възможност да бъде министър-председател. Тачър подкрепя Джон Мейджър като неин наследник и напуска парламента през 1992 г.

### Период след активната политика
През 1992 г. тя е титулувана баронеса Тачър от Кествен в графство Линкълншир и е приета в Камарата на лордовете. Съпругът ѝ Денис Тачър получава титлата баронет през 1991 г. През юли същата година Маргарет Тачър е назначена от тютюневия гигант Филип Морис за геополитически консултант със заплата от $250 000 на година и годишно дарение от $250 000 за нейната фондация. Тачър помага на компанията да навлезе на пазара в Централна Европа, бившия Съветски съюз, Китай, Виетнам, както и в борбата с наложената забрана от Европейската общност за рекламиране на тютюн.
Тя пише мемоарите си в два тома. Въпреки че привидно подкрепя политическите идеи на Джон Мейджър, много от тях не ѝ допадат. Мейджър ще коментира по-късно, че намира отношението ѝ за нетолерантно. Тя открито подкрепя Уилям Хейг за лидер на Консервативната партия през 1997 г.
През 1998 г. Тачър посещава бившия чилийски диктатор Аугусто Пиночет, докато той се намира под домашен арест в Лондон, с повдигнати обвинения за мъчения и убийство.
Тя активно подкрепя изборната кампания на Консервативната партия през 2001 г. На 22 март 2002 г. лекарите ѝ и препоръчват да не изнася повече обществени речи по здравословни причини, след като е получила няколко леки сърдечни удара.
На 26 юни 2003 г. остава вдовица.
В последните години от живота на Тачър нейното здраве е разклатено – в края на 2012 г. тя претърпява тежка операция за отстраняване на израстък на дебелото черво.
Умира на 8 април 2013 г. в хотел „Риц“ в Лондон на 87-годишна възраст, след няколко прекарани мозъчни инсулта. Кремирана е на 17 април 2013 г.

### Възгледи и политика
Маргарет Тачър поставя добре осъзнатият национализъм в основата на своята политика. По време на своето управление (1979 – 1990 г.) тя съумява да върне вярата на британците в техните традиционни ценности и във възможността страната им да възстанови поне отчасти позициите си на световната политическа сцена.
 „Нацията не е нищо друго, освен едно голямо семейство – отбелязва през 1980 г. Тачър, според която – Пътят, към който ни тласка лейбъристката левица, този нов кошмар в стил Оруел, трябва да ни накара с нова енергия да насочим всичките си морални сили за възраждането на нацията и качествата на нашата свободна страна. Ако претърпим поражение, извоюваните от британците свободи могат да се окажат под заплаха. Затова нека не се поддаваме на уговорките на слабоволните и не обръщаме внимание на заплахите на екстремистите. Ако всички заедно изпълним своя дълг, успехът е неминуем“. 
По времето на Тачър в политиката на консерваторите се съчетават модернизация на британската икономика, твърд отпор на опитите на левицата за разпалване на класова ненавист и ясен стремеж във всяка точка на земното кълбо да се защитят британските интереси. Комбинацията от политически национализъм и икономически либерализъм, която лежи в основата на държавническата политика на Маргарет Тачър, кара някои политически наблюдатели да я подозират в популизъм. Тя смята, че в епохата след края на Студената война отново става възможно успешно да се съчетаят икономическият просперитет и политическата независимост. Тачър твърдо вярва във възможността за създаване на нов международен ред, в който всяка държава (и особено тези, принадлежащи към „великите сили“) следва да се ръководи преди всичко от собствените си национални интереси. Според нея подобна политика предлага по-големи перспективи за осигуряване на мира и просперитета в Европа и в света, отколкото системите на взаимна обвързаност, изградени по време на Студената война, които все повече губят актуалност.
Своеобразният национализъм на Тачър е и в основата на външната ѝ политика. Обикновено като пример в това отношение се дават решителните ѝ действия при Фолкландската криза през 1982 г., когато тя определя необходимостта от оказване на военен отпор срещу аржентинската агресия като „въпрос на чест за Британия като нация, на „самочувствие“ и в крайна сметка – на нейното положение в света“.
В много по-голяма степен обаче този национализъм добива своето реално изражение в „европейската политика“ на Тачър, която се ръководи от принципа за формирането на обединена Европа на независимите, суверенни и хомогенни национални държави, категорично противопоставяйки се на тезата за превръщането на ЕС във „федерална европейска държава“. През 1988 г. тя ясно заявява в Брюж, че подобна концепция за бъдещето на Стария континент е опит за „ликвидирането на националната самобитност на западноевропейските страни и концентрирането на цялата власт в центъра на европейския конгломерат, което е недопустимо“.